# 盖尔岑
盖尔岑是德国巴伐利亚州的一个市镇。总面积17.02平方公里，总人口1675人，其中男性834人，女性841人（2011年12月31日），人口密度98人/平方公里。